# サッカーガガウズ代表
サッカーガガウズ代表（サッカーガガウズだいひょう）は、ガガウズサッカー協会により編成されるガガウズ自治区（モルドバ南部にある地域で、独立主張がある。）のサッカーのナショナルチームである。ガガウズ代表は、FIFA及び、UEFAに加盟していないため、ワールドカップ、EUROに参加できず、他のチームとの対戦も、国際Aマッチとは認められない。
2006年、北キプロスで開催されたELFカップ (ELF Cup) に参加。ザンジバル（ただしU-20メンバーだった）に1-1で引き分ける健闘を見せたが、グリーンランドに0-2，キルギス（ただしフットサル代表メンバーだった）に1-6と敗れ、1分け2敗でグループリーグ敗退となった。

## 選手
- 2006年ELFカップ出場メンバー

- Arabadji Anatoli
- Braguta Vitali
- Peretruhim Serghei
- Marcov Piotr
- Iabanji Serghei
- Gulu Emil
- Deliperi Serghei
- Copusciu Leonid
- Ceavdari Denis
- Caraciot Ivan
- Garizan Vasili
- Trandafil Feodor
- Songroy Vladislav
- Trandafil Maxsim
- Bodiu Lura
- Manolov Fiodor